# 몬테 체네리 철도 터널
몬테 체네리 철도 터널(Monte Ceneri Rail Tunnel)은 스위스 티치노주의 철도 터널이다. 터널은 벨린초나 주변 주의 북쪽과 루가노 주변 주의 남쪽을 구분하는 몬테 체네리 고개 아래에 있다. 이 터널은 주비아스코와 리베라-비로니코역 사이에 있는 스위스 연방 철도의 고트하르트선의 일부를 형성한다.
터널은 서로 다른 기간에 걸쳐 건설된 두 개의 구멍으로 구성된다. 몬테 체네리 I으로 알려진 첫 번째 홀은 1882년 4월 10일에 개통되었으며, 길이는 1,675 m이다. 두 번째 시추 홀인 몬체 체네리 II는 1933년 10월 18일에 개장했으며, 길이는 1,692 m이다. 두 홀 모두 단일 1,435 mm 표준 게이지 오버헤드 전차선을 사용하여, 15 kV AC16 2/3 Hz에서 전철화된 트랙이다.
철도 터널은 몬테 체네리 도로 터널과 평행을 이루고 있으며, A2 고속도로를 같은 고개 아래로 나른다. 최근 훨씬 낮은 고도의 고개 아래 기저부(base)에 체네리 베이스 터널이 완공되었다.

## 같이 보기
- 몬테 체네리 도로 터널
- 체네리 베이스 터널